# Парламентские выборы в Бельгии (2010)

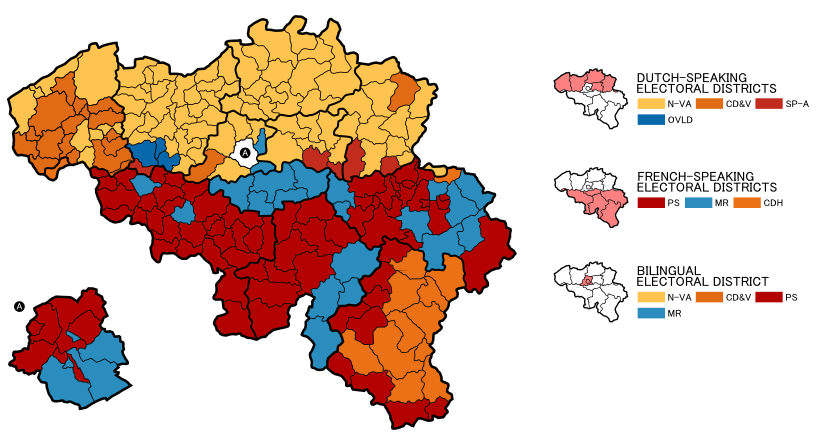
Победители выборов в отдельных округах

Парламентские выборы в Бельгии 2010 года прошли 13 июня. По пропорциональной избирательной системе с учётом языкового разделения страны (см. подробнее в статье о Палате представителей) было избрано 150 депутатов Палаты представителей и 40 сенаторов — 25 от фламандцев, 15 от валлонцев (21 сенатор избирается местными советами, ещё 3 места зарезервировано для представителей королевской семьи (принца Филиппа, принцессы Астрид и принца Лорена, а ещё 10 сенаторов кооптируются избранными сенаторами).
По некоторым прогнозам, выборы могут ещё сильнее приблизить Бельгию к дезинтеграции.

## Предвыборные опросы
Предпочтения избирателей традиционно сильно различаются во Французском (Валлонии) и Фламандском (Фландрии) сообществах; многие бельгийские партии представляют интересы лишь одного региона. Отмечается, что центральными темами, которые обсуждались во время предвыборной кампании и которые окажут влияние на исход выборов, являются вопросы языковой и экономической политики.
Во Фламандском сообществе последние предвыборные опросы показывают следующие результаты
- Новый фламандский альянс — 26%
- Социалистическая партия (Фландрия) — 16,3%
- Христианские демократы и фламандцы — 16,2%
- Фламандский интерес — 15%
- Открытые фламандские либералы и демократы — 13,6%
- Зелёные! — 6,8%
- Список Дедекера — 4,3%

В Валлонии последние предвыборные опросы показывают следующие результаты:
- Социалистическая партия (Валлония) — 30%
- Реформаторское движение — 20,2%
- Эколо — 18,9%
- Гуманистический демократический центр — 16,1%
- Народная партия — 4,1%
- Национальный фронт — 4,1%

В Брюсселе последние предвыборные опросы показывают следующие результаты:
- Реформаторское движение (валлонская) — 22,7%
- Социалистическая партия (Валлония) (валлонская) — 19,4%
- Эколо (валлонская) — 13,9%
- Гуманистический демократический центр (валлонская) — 12,1%
- Народная партия (валлонская) — 8,8%
- Национальный фронт (валлонская) — 3,3%
- Открытые фламандские либералы и демократы (фламандская) — 2,2%
- Социалистическая партия (Фландрия) (фламандская) — 1,8%
- Христианские демократы и фламандцы (фламандская) — 1,5%
- Новый фламандский альянс (фламандская) — 1,3%

## Результаты выборов
По озвученным незадолго до оглашения результатов предварительным данным, Новый фламандский альянс может рассчитывать примерно на 29% голосов во Фландрии, а франкоязычная Социалистическая партия — примерно на 30% голосов в Валлонии.
| Палата представителей | Палата представителей                     | Палата представителей | Палата представителей | Палата представителей | Сенат              | Сенат          | Сенат |
| Партия                | Партия                                    | Голосов               | Мест                  | Δ                     | Голосов            | Мест           |       |
| --------------------- | ----------------------------------------- | --------------------- | --------------------- | --------------------- | ------------------ | -------------- | ----- |
|                       | Новый фламандский альянс                  | 1 102 160 (17,29%)    | 27                    | ▲ 20                  | 1 268 894 (19,61%) | 9              |       |
|                       | Социалистическая партия (Валлония)        | 894 543 (14,03%)      | 26                    | ▲ 6                   | 880 828 (13,62%)   | 7              |       |
|                       | Христианские демократы и фламандцы        | 691 947 (10,85%)      | 17                    | ▼ 6                   | 646 371 (9,99%)    | 4              |       |
|                       | Реформаторское движение                   | 605 617 (9,5%)        | 18                    | ▼ 5                   | 599 618 (9,27%)    | 4              |       |
|                       | Социалистическая партия (Фландрия)        | 572 799 (8,98%)       | 13                    | ▼ 1                   | 613 091 (9,48%)    | 4              |       |
|                       | Открытые фламандские либералы и демократы | 538 472 (8,44%)       | 13                    | ▼ 5                   | 533 171 (8,24%)    | 4              |       |
|                       | Фламандский интерес                       | 490 906 (7,7%)        | 12                    | ▼ 5                   | 491 519 (7,6%)     | 3              |       |
|                       | Гуманистический демократический центр     | 360 441 (5,65%)       | 9                     | ▼ 1                   | 331 870 (5,13%)    | 2              |       |
|                       | Эколо                                     | 313 047 (4,91%)       | 8                     | ▬                     | 353 111 (5,46%)    | 2              |       |
|                       | Зелёные!                                  | 264 422 (4,15%)       | 5                     | ▲ 1                   | 251 605 (3,89%)    | 1              |       |
|                       | Список Дедекера                           | 146 056 (2,29%)       | 1                     | ▼ 4                   | 130 777 (2,02%)    | 0              |       |
|                       | Народная партия                           | 84 005 (1,32%)        | 1                     | ▲ 1                   | 98 858 (1,53%)     | 0              |       |
|                       | Национальный фронт                        | 33 591 (0,53%)        | 0                     | ▼ 1                   | Не участвовали     | Не участвовали |       |